# Переходное Правительство Эфиопии
Переходное Правительство Эфиопии (амх. የኢትዮጵያ ሽግግር መንግሥት) — временный высший исполнительно-распорядительный орган власти, сформированное после того как Революционно-демократический фронт эфиопских народов сверг правительство Рабочей партии Эфиопии в результате гражданской войны, приведя к ликвидации Народно-Демократической Республики Эфиопия и падению марксистско-ленинского режима в стране. Итогом работы правительства стало учреждение Федеративной Демократической Республики Эфиопия и проведение выборов 1995 года.

## Формирование
В результате гражданской войны, марксистско-ленинское правительство было свергнуто 28 мая 1991 года, когда повстанческие силы во глав РДФЭН взяли штурмом Аддис-Абебу. После того, как остатки РПЭ бежало, была созвана Национальная конференция мира и примирения, которое декларировала права человека, демократии, либерализацию экономического сектора и политическую реабилитацию. Конференция обладала крайне широким списком делегатов, в которых, помимо всех партий-участниц гражданской войны вошли: Фронт освобождения Оромо, Фронт освобождения Западного Сомали и прочие национальные движения. Однако, для участия остальных политических сил было необходимо формирование этнической партии, из-за чего началось создание многочисленных движений на этнической основе, которые начали возглавлять, как правило, местные городские элиты. На конференцию не была допущена РПЭ, а также её сторонники.

## Деятельность

### Хартия переходного периода
По итогу конференции, была принята Хартии переходного периода Эфиопии, объявляющее формирование переходного правительства. Согласно новой хартии, а также решениям конференции, было принято решение о кардинальных экономико-политических преобразований в стране, формировании либеральных институтов для обеспечения справедливого представительства, поощрения плюрализма и создания прозрачной исполнительной власти.

### Лидерство
В 1992 году прошли всеобщие выборы, где были избраны новые составы 14 региональных ассамблей. В гонке за лидерство участвовала РДФЭН, ВОА, ФОО и некоторые другие движения. Упростило ситуацию тот факт, что во время выборов оппозиционные движения бойкотировали выборы, обвинив переходное правительство в угрозах, запугивании и их несправедливости.
По итогу выборов, а также некоторого вмешательства революционеров, РДФЭН взяла большинство, сформировав коалиционное правительство — 32 из 87 мест было передано РДЭФН, что позволило им без проблем получить коалиционное большинство. С помощью выборов, а также увольнения, всякие следы прошлого режима РПЭ были убраны.

### Этническая федерализация
Одним из наиболее значимых шагов переходного правительство стало изменение внутренних границ и реформирование провинций на основе этнолингвистической идентичности её население. Благодаря действиям переходного правительства, в Эфиопии появилась первая федеративная структура, которое состояло из девяти штатов.
Таким образом, ППЭ передало политическую власть этническим элитам, дабы уменьшить или вовсе прекратить межэтнические конфликты, а также создать условия для справедливого распределения ресурсов и повысить эффективность государственного управления. Так, уже 1994 году будут сформированы границы этнических регионов и штатов, разделив как минимум 40 этнических групп. Аддис-Абеба стала федеральным округом, а Дыре-Дауа стала многонациональной территорией.

### Завершение работы
Проведя многочисленные социально-политико-экономические реформы, в 1995 году ППЭ сложила с себя полномочия, провозгласив Федеративную Демократическую Республику Эфиопия, а также учредив парламент, которому были делегированы полномочия после проведённых выборов.